# 제미나이: 지구 최후의 날
제미나이: 지구 최후의 날(Zvyozdniy razum, Project Gemini)은 키프로스에서 제작된 Vyacheslav Lisnevsky 감독의 2022년 모험, SF, 스릴러 영화이다.

## 출연
- 드미트리 프리드 - 우주비행사 David Kurtz 역
- 알렉산드르 쿠즈네초프 (1959년)